# Химн на Норвегия
Да, ние обичаме тази страна (на норвежки: Ja, vi elsker dette landet) е националният химн на Норвегия. Текстът на песента е написан през 1859 – 1868 г. от Бьорнстерне Бьорнсон, а мелодията е създадена от Ричард Нодрак през 1864. Изпълнен е за пръв път пред публика на 17 май 1864 г. на 50-годишнината от норвежката конституция. Обикновено се пеят 1-ви, 7-и и 8-и куплет.

## Оригинален текст
1.
Ja, vi elsker dette landet, Да, ние обичаме тази страна
som det stiger frem, която се възражда,
furet, værbitt over vannet, скалиста и сурова, над морето,
med de tusen hjem. с многобройните си домове.
Elsker, elsker det og tenker Обичам, обичам да мисля
På vår far og mor за нашите майки и бащи
Og den saganatt som senker и за легендите край огъня, носещи
Drømme på vår jord. мечти по нашите земи.
Og den saganatt som senker, и легендите край огъня носят
Senker drømme på vår jord. мечти по нашите земи.
2.
Dette landet Harald berget Тази страна бе спасена от Харолд
med sin kjemperad, с огромни усилия от негова страна,
dette landet Håkon verget Тази страна бе пазена от Хокон
medens Øyvind kvad; докато Ювинд пееше;
Olav på det landet malte Олав обагри страната
korset med sitt blod, с кръст от неговата кръв,
fra dets høye Sverre talte от висините Свере своя глас
Roma midt imot. надигна срещу Рим.
3.
Bønder sine økser brynte Farmers their axes sharpened
hvor en hær dro frem, as the army came
Tordenskiold langs kysten lynte, Tordenskiold around the coastline thundered
så den lystes hjem. so that we could see it back home
Kvinner selv stod opp og strede Even women stood up and fought
som de vare menn; as if they were men
andre kunne bare grede, Others could only cry
men det kom igjen! but that soon would end!
4.
Visstnok var vi ikke mange, Sure, we were not many
men vi strakk dog til, but we were enough
da vi prøvdes noen gange, When they challenged us
og det stod på spill; and it was at stake
ti vi heller landet brente we rather let our country burn
enn det kom til fall; than be defeated
husker bare hva som hendte Just remember what happened
ned på Fredrikshald! at Fredrikshald!
5.
Hårde tider har vi døyet, We have coped with hard times,
ble til sist forstøtt; were at last disowned;
men i verste nød blåøyet but in the worst suffer, blue-eyed
frihet ble oss født. freedom was to us born.
Det gav faderkraft å bære It gave (us) father's strength to carry
hungersnød og krig, famine and war,
det gav døden selv sin ære – it gave death itself its honour -
og det gav forlik. and it gave compromise.
6.
Fienden sitt våpen kastet, The enemy threw away his weapon,
opp visiret for, up the visor went,
vi med undren mot ham hastet, we, in wonder, to him hasted,
ti han var vår bror. because he was our brother.
Drevne frem på stand av skammen Driven onto stand by the shame
gikk vi søderpå; we went to the south;
nu vi står tre brødre sammen, now we three brothers stand united,
og skal sådan stå! and shall stand like that!
7.
Norske mann i hus og hytte, Norwegian man in house and cottage,
takk din store Gud! thank your great God!
Landet ville han beskytte, He would protect the country,
skjønt det mørkt så ut. even as it looked dark.
Alt hva fedrene har kjempet, And as the fathers have fought,
mødrene har grett, and the mothers have wept,
har den Herre stille lempet the Lord has quietly moved (things)
så vi vant vår rett. so we won our rights.
8.
Ja, vi elsker dette landet, Yes, we love this country
som det stiger frem, As it looms up,
furet, værbitt over vannet, Rocky and weathered, above the sea,
med de tusen hjem. With its thousand homes.
Og som fedres kamp har hevet And as the fathers' struggle has raised
det av nød til seir, it from poverty to victory,
også vi, når det blir krevet, even so will we, when demanded,
for dets fred slår leir. for its peace to stay

## Превод на български
Да, обичам тази страна, тъй като тя се издига нагоре, която се въз
ражда, набръчкани, закален над водата, скалиста и сурова, над морето, с хиляди домове. с многобройните си домове.
Любов, любов, и мисля Обичам, обичам да мисля На нашия баща и майка за нашите майки и бащи И сага нощ, че намалява и за легендите край огъня, носещи Мечта на нашата земя. мечти по нашите земи.
И сага нощ, че намалява, и легендите край огъня носят Понижаването на мечтата на нашите земи. мечти по нашите земи. 2.
Тази страна Харалд рок Тази страна бе спасена от Харолд с kjemperad си, с огромни усилия от негова страна, тази страна Хакон защитава Тази страна бе пазена от Хокон medens Øyvind квадрати; докато Ювинд пееше; Олав на страната боядисани Олав обагри страната на кръст с кръвта му, с кръст от неговата кръв, от високата си Sverre говори от висините Свере своя глас Рим обратното. надигна срещу Рим. 3.
Земеделските производители им оси brynte на земеделските производители оси заточени когато армията излезе, като армията дойде СЛЕД крайбрежие нощ, Tordenskiold около крайбрежието Гръмна така че блестеше у дома. така че можем да го видя у дома Жени дори се изправи и протока Дори жените се изправи и воюва като последен мъжете, ако те са били, но други може само да Grede, други може само да плаче но хайде! но това скоро ще край! 4.
Явно не сме били много, разбира се, не сме били много, но ние сме се разтегне до кучето, но ние бяхме достатъчно Когато се опитахме няколко пъти, когато те ни оспорва и това е било в игра, и тя беше в залог Вт ние, нито в страната ще изгори, а страната ни да изгори, отколкото да падне, отколкото да бъде победен Само не забравяйте какво се е случило Само не забравяйте какво се е случило по течението! че напредък! 5.
Твърд пъти сме døyet, Ние се справи с трудни времена, в крайна сметка беше отхвърлена, бяха най-после отрекоха; Но най-лошото е необходим сини очи, но в най-лошия страдат, сини очи свобода е роден за нас. свобода е да ни деца.
Той даде на бащата на власт да извърши Той даде (здравина нас) на баща си да извърши глад и войни, глад и войни, тя даде на смърт, дори и негова чест – това даде самата смърт своята чест -- и го даде на селището. и го даде компромис. 6.
Оръжията на врага хвърлена, враг хвърли оръжието, на таблото за, възлезе на таблото, ще се чудя на него бързо, ние, по чудо, от него да побърза, защото той е наш брат., защото той е наш брат.
Прогонени от състоянието на срам задвижване върху стойка от срам отидохме søderpå; ходихме на юг; Сега ние сме трима братя заедно, сега сме трима братя да бъде единна, и трябва да бъде такова! и ще остане така! 7.
Норвежки човек в дома и вилата, норвежки човек в дома и вилата, благодарение на вашата голяма Бог! Благодаря ви много Бог! Страната ще го защити, той ще защитава страната, въпреки че изглеждаше тъмно. дори и като го погледна тъмно.
Всички, които родителите са се борили, и тъй като бащите са се борили, майките са ядосан, и майките са плачеше, Господ е поставил облекчи Господ е тихо преместен (неща) така че ние спечелихме правото ни. така че ние спечелихме нашите права. 8.
Да, обичам тази страна, Да, обичам тази страна, тъй като се издига нагоре, тъй като тя стан нагоре, набръчкани, закален над водата, Роки и закален, над морето, с хиляди домове. Със своите хиляди домове.
И тъй като бащите борба е повдигнато и като борба на бащите "повдигна на необходимостта да излезем победители, то от бедност към победата, Ние също така, когато е необходимо, дори и така ще сме, когато поиска, за мир си лагер. си за мир на града.